# マダイイリドウイルス病
マダイイリドウイルス病（マダイイリドウイルスびょう、iridovirus disease of red sea bream）とはイリドウイルス科メガロシスチスウイルス属に属するウイルスが原因と考えられるマダイ、カンパチ、シマアジ、イシダイなどの感染症。体色黒化、体表、鰭、鰓の出血、貧血などの症状を示す。診断は鰓薄板の点状出血や脾臓、心臓、腎臓、肝臓に異形肥大細胞を確認および蛍光抗体法、PCRにより行われる。日本では本病に対する不活化ワクチンが市販されており、マダイ、ブリの腹腔内あるいは筋肉内に1回注射することにより予防が為される。

## 他のイリドウイルスが原因と考えられる魚類の感染症
- リンホシスチス病
- ウイルス性赤血球壊死症
- 流行性造血器壊死症